# 노틀담의 꼽추 (1939년 영화)
《노틀담의 꼽추》(영어: The Hunchback of Notre Dame)는 1939년 개봉한 미국의 로맨틱 드라마 영화로, 윌리엄 디터리가 감독을 맡았으며, 빅토르 위고의 동명 소설이 영화의 원작이다.